# Phénix 44
Pour les articles homonymes, voir Phénix (homonymie).
Phénix 44 (en anglais : Phoenix 44) est une œuvre d'Olivier Strebelle, située avenue Louise à Bruxelles. Cette œuvre fut réalisée pour commémorer la libération de Bruxelles en 1944 par les Britanniques.

## Description
Trois liens coupés, représentant un corps et des ailes, symbolisent le "V" de victoire.

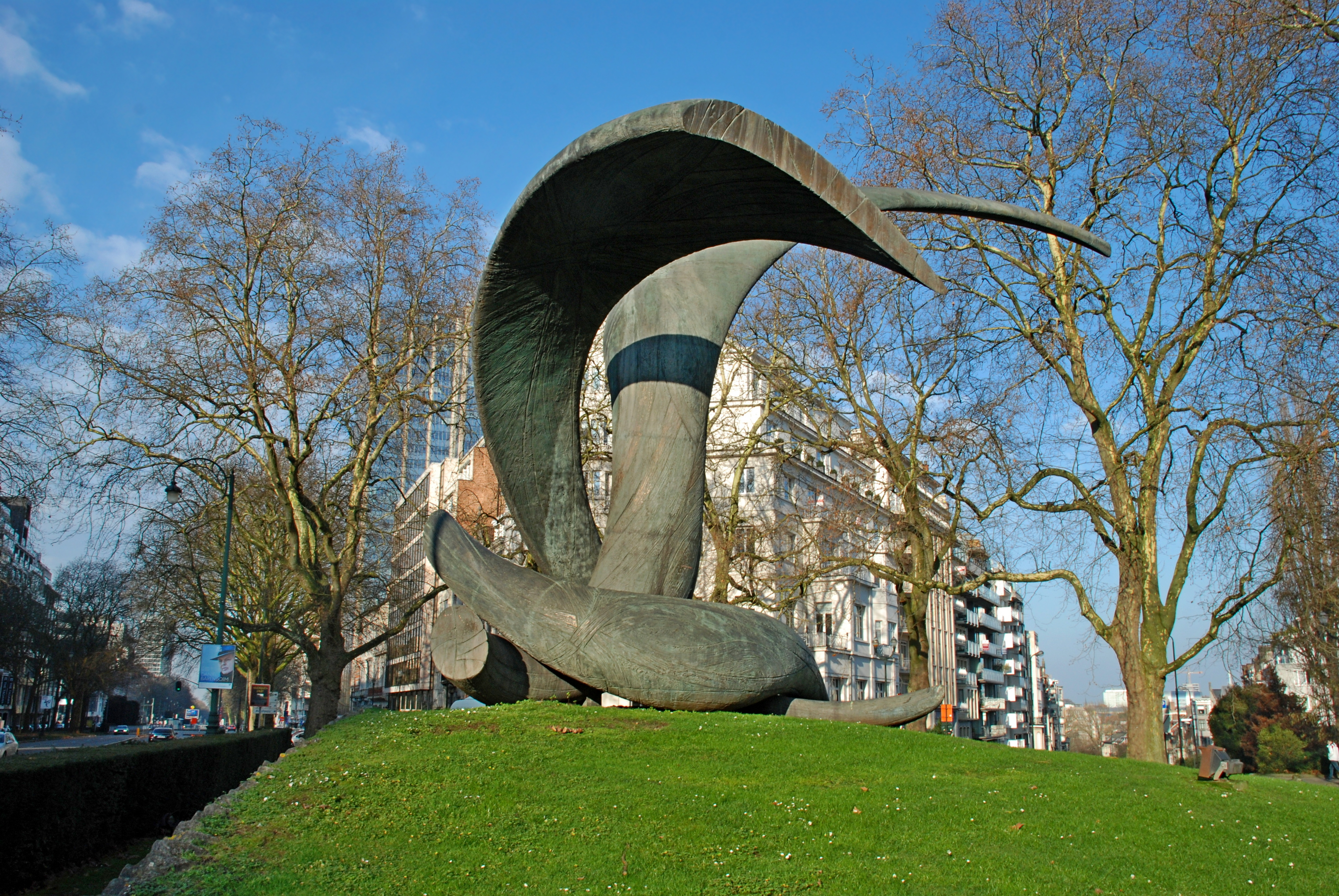
Phénix 44 (1994).